# Jehan-Rictus
Pour les articles homonymes, voir Rictus.
Œuvres principales
Les Soliloques du Pauvre (1897)
 Fil de Fer (1906)
 ... le Cœur populaire (1914)
Gabriel Randon de Saint-Amand, initialement Gabriel Randon, qui prit le pseudonyme de Jehan Rictus ([ʒeã ʁiktys] ou [ʒøã ʁiktys] ou [ʒã ʁiktys]) (Jehan-Rictus avec un trait d'union à partir de 1922), né à Boulogne-sur-Mer le 21 septembre 1867 et mort à Paris le 6 novembre 1933, est un poète français, célèbre pour ses œuvres composées dans la langue du peuple du Paris de son époque.
Ses poèmes se trouvent principalement réunis dans deux livres, Les Soliloques du Pauvre et ... le Cœur populaire. Le premier fait soliloquer un sans-logis contraint d'errer dans Paris, le second divers personnages : prostituées, enfants battus, ouvriers, cambrioleurs, etc.

## Biographie

### Origines
Gabriel Randon ne fut pas reconnu par son père. Il prétendait n'avoir pas été reconnu par sa mère non plus (sur son acte de naissance, il est indiqué comme fils de Gabrielle Randon, de père inconnu ; cependant à sa mort l'État a été son seul héritier, bien qu'il fût en relation avec sa famille du côté maternel). Ses deux géniteurs se chargèrent en tous cas de l'élever.
Sa mère s'appelait Gabrielle Randon. Elle avait 21 ans à la naissance de l'enfant. Elle était la fille d'un militaire en retraite, Joseph-François-Théodore Randon de Saint-Amand, et de sa jeune épouse, une Britannique, Rosavinia-Fetillia Collington, laquelle avait d'abord été sa « gouvernante ». Gabrielle Randon perdit son père très jeune et fut élevée à Londres.
Son père, Mandé Delplanque, était d'une famille de Boulogne, y « tenait un gymnase ou établissement ». Il vivait en partie à Londres.
Notons que le « de Saint-Amand », ajout récent, n'indiquait nullement une appartenance à l'aristocratie. (De même le maréchal Jacques Louis Randon, dont certains ont fait le grand-père du poète, n'en était qu'un cousin très éloigné.)

### Enfance et adolescence
L'enfant passa ses trois premières années en nourrice chez des paysans du Pas-de-Calais. Ensuite ses parents l'emmenèrent avec eux à Londres, quand ils s'y replièrent lors de la guerre de 1870. Sa mère, cependant, souhaitait s'établir à Paris. Elle rêvait d'y réussir comme comédienne, et aussi de retrouver les traces de la famille Randon. Elle tenta de s'y installer une première fois avec l'enfant lorsqu'il avait 5 ans, puis s'y établit définitivement alors qu'il en avait 8.
C'était une caractérielle et elle avait pris son fils en grippe. L'écrivain contera plus tard leur cohabitation dans son roman Fil de Fer. La situation empira à l'approche de l'adolescence, d'autant plus que le père était définitivement parti, compromettant la situation matérielle de son ex-compagne et de leur fils.
Gabriel quitta l'école en 1881 après le certificat d'études primaires ou en 1882 (il avait 13 ou 14 ans) pour être apprenti dans des maisons de commerce. Vers l'âge de 16 ou 17 ans, il se sépara définitivement de cette mère avec qui il était en conflit permanent.

### La jeunesse «symboliste» de Gabriel Randon (1885-1895)
Livré à lui-même, il vit sa situation se dégrader rapidement. Il se montra incapable de se stabiliser dans aucun des divers petits métiers qu'il se trouva. Il s'était mis à fréquenter le Montmartre des artistes et des anarchistes, écrivant des poèmes (d'une facture encore classique) qui furent parfois publiés dans des « jeunes revues ».
En 1889, il se retrouva même sans logis, conduit parfois à partager l'existence des clochards et vagabonds de Paris. Il en tirera plus tard l'inspiration de ses Soliloques du Pauvre.
En décembre 1889, grâce à l'appui de José-Maria de Heredia, il entra à l'Hôtel de ville de Paris, où, pendant plus de deux ans, il occupa divers postes d'employé de bureau. C'est là qu'il se lia d'amitié avec Albert Samain. Les deux poètes s'aidèrent pour faire entendre leurs voix dans les milieux littéraires.

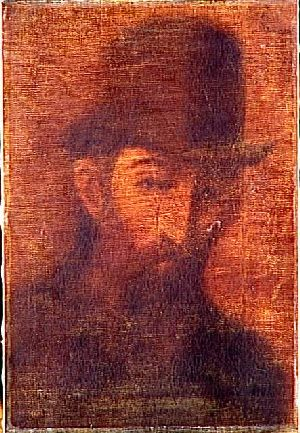
Portrait par Steinlen.

Vers 1892, il fut renvoyé de l'administration et retomba dans la précarité. Pour s'en sortir, il essaya de s'orienter vers le journalisme, avec peu de succès.

### Le succès de «Jehan Rictus» (1895-1914)
Puis lui vint l'idée de composer des poèmes où un clochard s'exprimerait dans le français populaire de l'époque. Pour les diffuser il choisit les cabarets montmartrois. En novembre 1895, il débuta aux Quat'z'Arts, 62 boulevard de Clichy, sous le pseudonyme de Jehan Rictus. (Sur la fin de sa vie, l'auteur insistait pour qu'on mette un trait d'union à ce pseudonyme, ce qu'ont omis de nombreux éditeurs, critiques, etc., considérant « Jehan » comme un prénom et « Rictus » comme un faux patronyme.) Au bout de quelques mois il quitta ce cabaret pour celui du Chat noir.
Il remporta vite le succès dans ce métier de chansonnier, notamment à partir de février 1896 grâce à son poème le plus connu, Le Revenant, où il fait parler un sans-abri croyant rencontrer le Christ. Dès lors il fut amené à réciter ses poèmes en toutes sortes d'endroits, des fêtes d'organisations politiques aux dîners mondains.
En mai 1897 parut en souscription son premier recueil, Les Soliloques du Pauvre. Vite épuisé, l'ouvrage fut réédité le même mois par le Mercure de France.
Un nouveau recueil Doléances parut en 1900, suivi en 1902 de la plaquette les Cantilènes du malheur, contenant surtout La Jasante de la Vieille où l'auteur fait parler la mère d'un guillotiné venue se recueillir à la fosse commune où son fils a été inhumé. Cette plaquette, et la plupart de ce qu'il publiera désormais, était éditée par son ami d'enfance Eugène Rey.
En 1903 parut une édition refondue des Soliloques. Paré de nombreuses illustrations de Steinlen, c'est son ouvrage le plus connu.
L'unique roman de Jehan Rictus, Fil de fer, parut en 1906 chez Louis Michaud. Il y évoque son enfance à la Poil de carotte.
La liste de ses œuvres compte également des volumes moins ambitieux qui ne rencontrèrent pas le succès : une pièce de théâtre en un acte, Dimanche et lundi férié ou le Numéro gagnant, jouée en 1905, un essai pamphlétaire Un bluff littéraire : le cas Edmond Rostand en 1903, une pantomime la Femme du monde en 1909.
Parurent chez l'auteur en 1907 deux plaquettes de poèmes isolés : la Frousse et Les Petites Baraques.
Il contribua également à des revues : légendes pour L'Assiette au Beurre vers 1903, poèmes dans Comœdia, articles dans Les Hommes du jour.
Il fallut attendre 1914 pour que paraisse son second recueil poétique majeur, ... le Cœur populaire, qui réunit les principaux poèmes en argot ne faisant pas partie des Soliloques. Après cela, il ne publia quasiment plus.

### Vingt ans de silence (1914-1933)

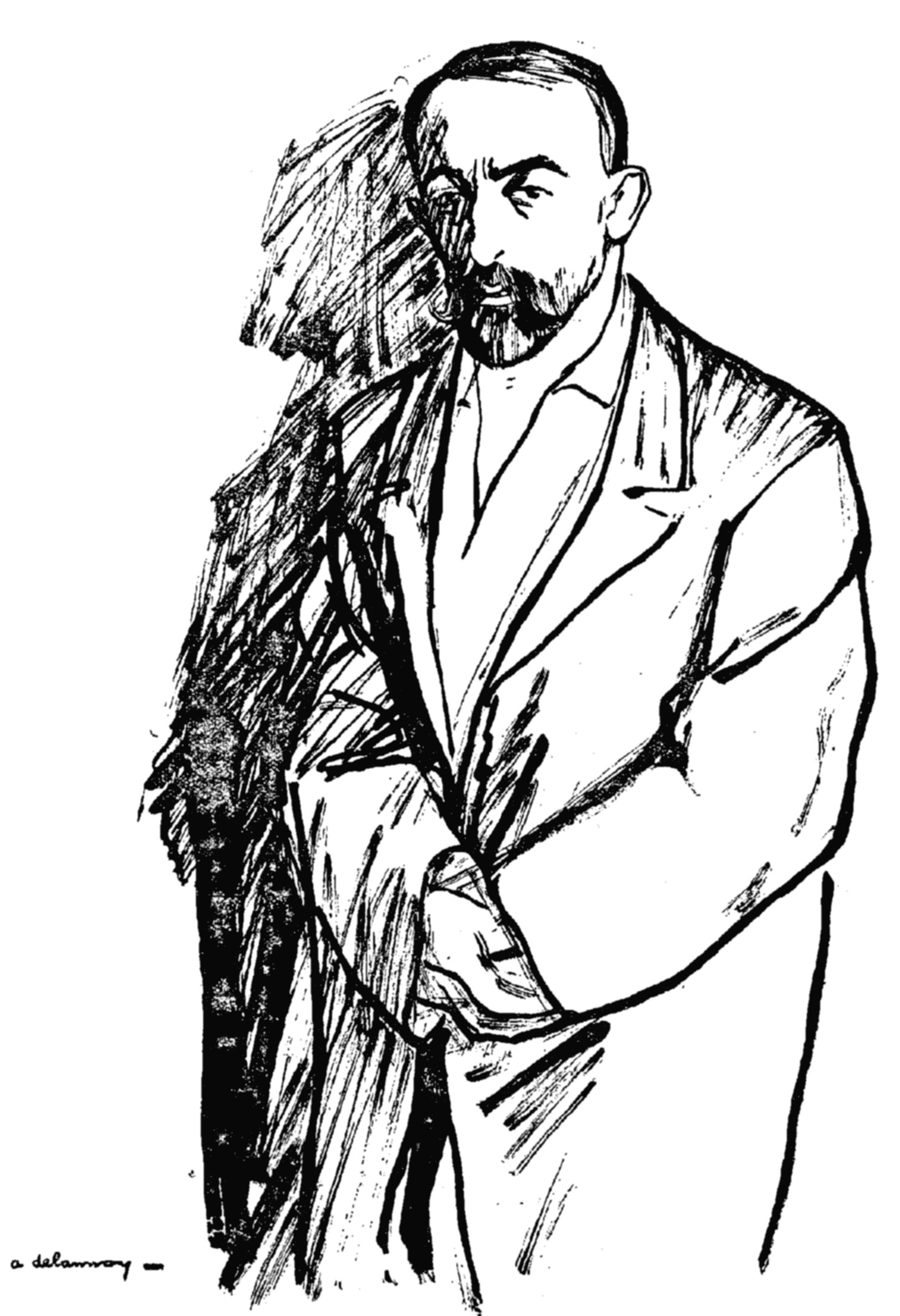
Jehan-Rictus par Aristide Delannoy pour Les Hommes du jour.

Il revint sur le devant de la scène dans les années 1930, quand son amie la romancière Jeanne Landre publia Les Soliloques du Pauvre de Jehan Rictus, le premier livre à être consacré au poète, un ouvrage tendant à établir une « légende Jehan Rictus ». Cet ouvrage affirme par exemple qu'il serait petit-fils de Jacques Randon, comte et maréchal de France (en réalité il était petit-fils d'un cousin germain de Jacques Randon).
Autre exagération : la pauvreté du poète. En réalité il parvenait à vivre correctement, presque bourgeoisement, de diverses ressources : droits d'auteurs, subsides publics et privés.
Il s'était passionné pour les idées anarchistes à ses débuts, ce que l'on retrouve dans de nombreuses pages des Soliloques, et prêta son concours à de nombreuses manifestations révolutionnaires, en tous cas jusqu'en 1914, et toute sa vie il s'est sincèrement préoccupé du sort des plus démunis. Par contre, il abandonna rapidement les espoirs révolutionnaires, rejoignant même la plupart des idées du quotidien L'Action française après 1918 (cependant, contrairement à ce qui a été écrit, il ne fut jamais membre de ce parti, ni « camelot du Roy »). Il était notamment favorable à la restauration de la monarchie, tout en regrettant la médiocrité du personnel politique monarchiste.
Ce changement resta essentiellement privé, l'auteur n'ayant presque rien fait paraître après 1914. Le seul poème où apparaissent des idées hostiles au socialisme est Conseils, qui clôt le Cœur populaire. Il y prêche l'hygiène comme solution à la misère des classes ouvrières.
D'autre part, la Guerre le fit revenir sur le pacifisme qu'il prônait jusqu'alors.
En avril 1931, il enregistra chez Polydor trois disques 78 tours de ses poèmes.
Le 12 octobre 1933 il fut reçu Chevalier de la Légion d'Honneur par Georges Lecomte, de l'Académie française, directeur de l'école Estienne .
Il mourut à Paris en 1933 à l'âge de 66 ans. S'il n'avait plus rien publié depuis 1914, son œuvre continuait à être connue ; ainsi la chanteuse Marie Dubas avait fait dans les années 1930 une interprétation de La Charlotte qui eut un grand succès.

### … mais trente-cinq ans de diarisme (1898-1933)
À sa mort il laissait un immense journal intime, commencé en 1898, non destiné à publication. Les cinq premiers des 153 cahiers qui le composent ont fait l'objet d'une édition chez Claire Paulhan en 2015.

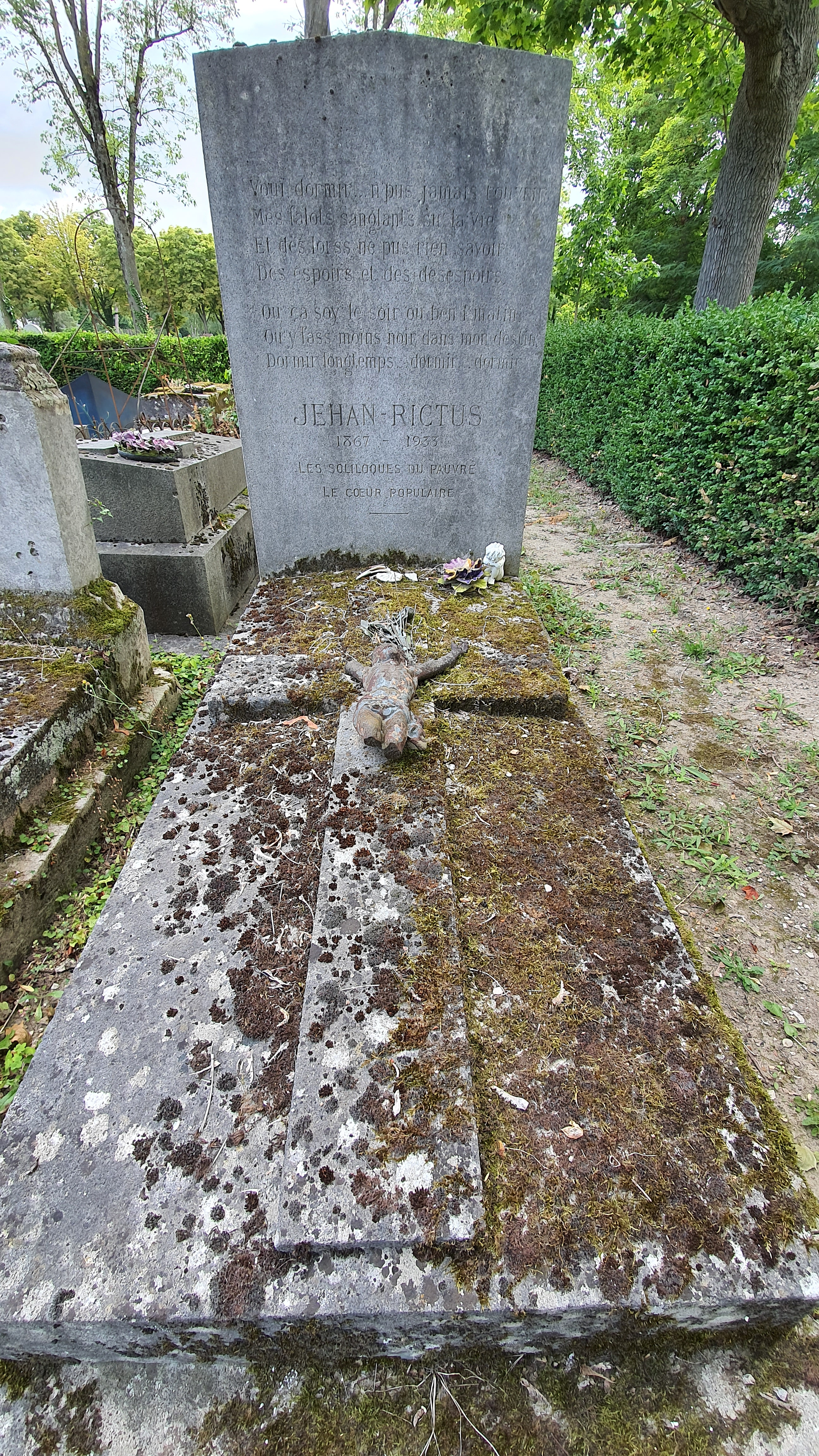
Sépulture au cimetière de Bagneux.

Il repose au cimetière parisien de Bagneux.
Le square Jehan-Rictus est créé en 1936 à Montmartre pour lui rendre hommage.

## Extraits
Extraits de "... le Cœur populaire"
Farandole des pauv's P'tits fanfans morts
Nous, on est les pauv’s tits fan-fans,
les p’tits flaupés, les p’tits foutus
à qui qu’on flanqu’ sur le tutu
les ceuss’ qu’on cuit, les ceuss’ qu’on bat,
les p’tits bibis, les p’tits bonshommes,
qu’a pas d’bécots ni d’suc’s de pomme,
mais qu’a l’jus d’triqu’ pour sirop d’gomme
et qui pass’nt de beigne à tabac.
Les p’tits vannés, les p’tits vaneaux
qui flageol’nt su’ leurs tit’s échâsses
et d’ qui on jambonn’ dur les châsses :
les p’tits salauds, les p’tit’s vermines,
les p’tits sans-cœur, les p’tits sans-Dieu,
les chie-d’-partout, les pisse-au-pieu
qu’il faut ben que l’on esstermine.
Nous, on n’est pas des p’tits fifis,
des p’tits choyés, des p’tits bouffis
qui n’ font pipi qu’ dans d’ la dentelle,
dans d’ la soye ou dans du velours
et sur qui veill’nt deux sentinelles :
Maam’ la Mort et M’sieu l’Amour.
(…)
Ce poème, toujours d'actualité puisqu'il évoque l'enfance maltraitée, la violence parentale et les assassinats d'enfants, a été mis en musique par Ricet Barrier. Il fait bien entendu écho à l'enfance du poète et au manque d'amour qui fut son lot, mais bien au-delà de sa composante autobiographique, c'est aussi un chant déchirant et désespéré, qui se veut la voix des enfants maltraités et tués dans le silence des familles.
Extraits des Soliloques du Pauvre
L'Hiver
Merd' ! V'là l'Hiver et ses dur'tés,
V'là l'moment de n'pus s'mett' à poils :
V'là qu'ceuss' qui tienn't la queu' d'la poële
Dans l'Midi vont s'carapater !
V'là l'temps ousque jusqu'en Hanovre
Et d'Gibraltar au cap Gris-Nez,
Les Borgeois, l'soir, vont plaind' les Pauvres
Au coin du feu… après dîner !
(…)
Et qu'on m'tue ou qu'j'aille en prison,
J'm'en fous, je n'connais pus d'contraintes :
J'suis l'Homme Modern', qui pousse sa plainte
Et vous savez ben qu'j'ai raison !
Ce poème fait partie du choix du livre CD rappé et mis en musique par Vîrus. Selon Benoît Dufau, il ne s'agit pas d'une énième interprétation, ni d'une adaptation de Rictus en rap, ce qui lui semble confondant « c'est que Vîrus incarne Rictus ».

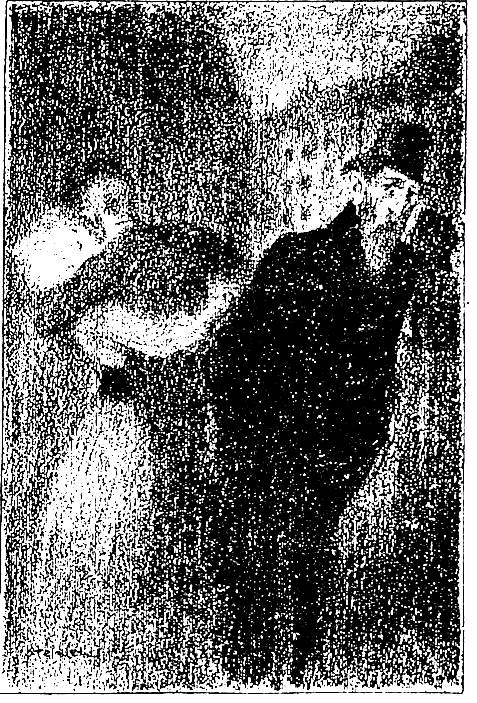
Illustration du Printemps par Steinlen.

Le Printemps
La journée
Bon, v’là l’Printemps ! Ah ! salop’rie,
V’là l’monde enquier qu’est aux z’abois
Et v’là t’y pas c’te putain d’Vie
Qu’a se r’nouvelle encore eun’fois !
La Natur’ s’achète eun’ jeunesse,
A s’ déguise en vert et en bleu,
A fait sa poire et sa princesse,
A m’fait tarter, moi, qui m’fais vieux.
...

## Œuvres
- Les Soliloques du Pauvre [L'Hiver] (plaquette auto-éditée, 1895), dessin de couverture de Steinlen
- Les Soliloques du Pauvre (chez l'auteur, 1897, dessin de couverture de Steinlen ; édition révisée au Mercure de France la même année)
- Doléances (Mercure de France, 1900), frontispice d'Alfred Jungbluth
- Cantilènes du malheur (Sevin et Rey, 1902), frontispice de Steinlen
- Les Soliloques du Pauvre (Sevin et Rey, 1903), édition révisée, notamment allégée de 3 poèmes et augmentée de 2 autres. Dessins originaux par Steinlen. Nombreuses rééditions chez Eugène Rey avec révisions mineures, la plus importante en 1921. Repris par les éditions Seghers en 1949 (édition au format poche en 1971).
- Un bluff littéraire, le cas Edmond Rostand (pamphlet) (Eugène Rey, 1903)
- Dimanche et lundi férié, ou le Numéro gagnant (pièce en un acte), Eugène Rey, 1905
- Fil de fer, roman (Louis Michaud, 1906)
- Les Petites Baraques (plaquette auto-éditée, 1907)
- La Frousse (plaquette auto-éditée, 1907)
- ..le Cœur populaire, Poèmes, doléances, ballades, plaintes, complaintes, récits, chants de misère et d'amour. En Langue Populaire. (Eugène Rey, 1914, révisé en 1920 ; plusieurs rééditions posthumes de la version de 1914 notamment : Éditions Seghers, 1949)

Posthume
- Lettres à Annie (Seghers, 1955)
- Journal quotidien 1898-1899, édition établie et annotée par Véronique Hoffmann-Martinot, Claire Paulhan, 2015,  (ISBN 978-2-912222-52-7)[16]

Éditions modernes
- Les Soliloques du Pauvre, Paris, Blusson, 2007. Comprend une préface et la plus grande partie des dessins de Steinlen.
- Le Cœur populaire. Paris, Blusson, 2007. Contient une présentation et la reproduction d'une Lettre de Jehan-Rictus à Léon Bloy.
- Les Soliloques du pauvre (2009), édition critique par Denis Delaplace, à partir des éditions de 1897, de 1903 et des éditions postérieures, avec une introduction, des notes, une partie des illustrations de Steinlen et un dictionnaire-glossaire final, Paris, éditions Classiques Garnier, 345 p.
- Les Soliloques du Pauvre et autres poèmes (Au Diable Vauvert, 2009)
- Fil de fer (2011), Rennes, La Part commune, édition complète établie et présentée par Christian Tanguy, comprenant les chapitres supprimés par le premier éditeur et restés inédits  (ISBN 978-2-84418-212-8)
- Poésies complètes (2012), édition établie et présentée par Christian Tanguy, avec une introduction, des notes et variantes, et un lexique d'argot, Rennes, La Part commune, 814 p.  (ISBN 978-2-84418-237-1)
- Les Soliloques du pauvre suivi de Le Cœur populaire, édition de Nathalie Vincent-Munnia, préface de Patrice Delbourg. Paris, Gallimard, collection « Poésie », 400 p.  (ISBN 978-2-07-286491-9)

Inédits en ligne
- Journal quotidien (1898-1933) lire en ligne sur Gallica